# クラースナヤ・ストレラー
「クラースナヤ・ストレラー」（ロシア語:«Кра́сная стрела́»クラースナヤ・ストリラー）は、ソ連ならびにロシア連邦のモスクワ - サンクトペテルブルク（レニングラード）間をモスクワ・サンクトペテルブルク鉄道経由で結ぶ豪華特別急行列車（скорый фирменный поезд）である。 ソ連時代に走り始めた連邦初の特急列車で、列車番号はNo. 1とNo. 2で、毎日23時55分にモスクワまたはサンクトペテルブルクを発車する。所要時間は8時間、車両数は客車18輛となっている。列車名は、ロシア語で「赤い矢」、「レッドアロー」という意味。
現在は寝台特急の需要が多く、このあと「エクスプレス」と「メガポリス」も運行されている。

## 概要
「クラースナヤ・ストレラー」は、ソ連時代の1931年6月10日から定期列車として運行が開始された。当時は表定速度69.8 km/hで運転された。大祖国戦争の時期には運行が中止され、使用車両は1941年6月24日より車両区で保管状態に置かれた。レニングラードの包囲が解かれると列車は運行を再開し、1番列車は1944年に出発した。このときの列車には、高射砲を装備した車両が連結されていた。
当初青色であった客車は、1949年に暗い赤色に塗色を変更され、現在もこの色で運行している。「クラースナヤ・ストレラー」には、ソ連で初めてとなる寝台車が連結されていた。

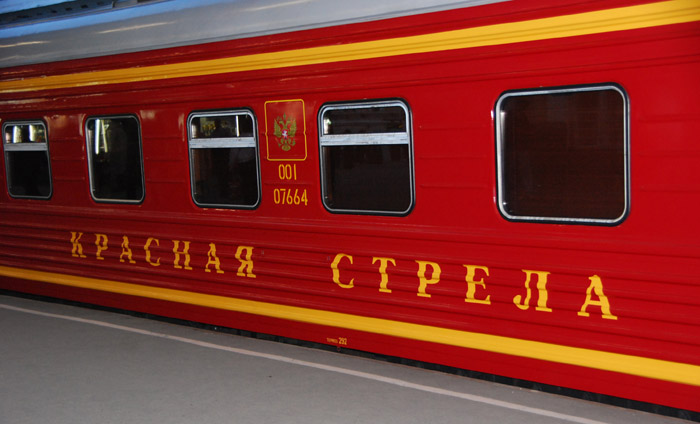
「偉大な都市への賛歌」の曲が流れる中を、サンクトペテルブルクを出発直前のクラースナヤ・ストレラー（新型車両）

1965年から、サンクトペテルブルクの始発駅であるモスコーフスキー駅では、「クラースナヤ・ストレラー」の発車時にレインゴリト・グリエール作曲の「偉大なる都市への賛歌」が駅構内に流されるようになった。ソフィーヤ・ロタールは、この列車をテーマに「クラースナヤ・ストレラー」を歌った。
1976年からは「クラースナヤ・ストレラー」の第2列車が運行されるようになった。この列車は第1列車の4分後、毎日23時59分モスクワ発で運行された。2007年には新しい車両が投入され、列車名も「エクスプレス」に変更され、またその後「メガポリス」も運行されるようになったので、現在は寝台特急は3編成ある。

## 停車駅
モスコーフスキー駅（サンクトペテルブルク） - レニングラード駅（モスクワ） - モスクワ駅（サンクトペテルブルク）

## 編成
- 1/18ф - 一等車（люкс、16 席）
- 2/17ф - エコノミークラス・コンパートメント車（купе эконом-класса、28/4 席）
- 3/16 - コンパートメント車（купе、32 席）
- 4/15 - エコノミークラス・コンパートメント車（купе эконом-класса、28/4 席）
- 5/14 - エコノミークラス・コンパートメント車（купе эконом-класса、32 席）
- 6/13 - エコノミークラス・コンパートメント車（купе эконом-класса、28/4 席）
- 7/12 - エコノミークラス・コンパートメント車（купе эконом-класса、10/8 席）、身体障害者用コンパートメントつき基幹車
- 食堂車（Вагон-ресторан）
- 8/11 - 一等車（люкс、16 席）
- 9/10 - ビジネスクラス一等車（люкс бизнес-класса、14/2 席）
- 10/9 - ビジネスクラス一等車（люкс бизнес-класса、16 席）
- 11/8 - ビジネスクラス一等車（люкс бизнес-класса、14/2 席）
- 12/7 - ビジネスクラス一等車（люкс бизнес-класса、16 席）
- 13/6 - ビジネスクラス一等車（люкс бизнес-класса、14/2 席）
- 14/5 - ビジネスクラス一等車（люкс бизнес-класса、16 席）
- 15/4 - ビジネスクラス一等車（люкс бизнес-класса、14/2 席）
- 16/3 - ビジネスクラス一等車（люкс бизнес-класса、16 席）
- 17/2ф - ビジネスクラス一等車（люкс бизнес-класса、14/2 席）
- 18/1 - VIP車（VIP-вагон、8 席）

### 註
- ф - 任意の車両（факультативный вагон）
- コンパートメント車（クペー車）は、仕切りつきの寝台車となっている。